# Тус
Тус (на персийски: توس) е град в остан Разави Хорасан, Североизточен Иран.
Разположен е северно от съвременния град Машхад – на 18 km от центъра и само на километър от покрайнините на мегаполиса.
Градът съществува още от Античността, като е превзет от Александър Велики през 330 година пр.н.е. Разрушен е след 1220 година от монголците.
В града са запазени каменната гробница на поета Фирдоуси и градски крепостни стени.

## Личности
Родени в Тус
- Низам ал-Мулк (1018-1092), политик
- Фирдоуси (940-1020), поет

Починали в Тус
- Газали (1058-1111), философ
- Фирдоуси (940-1020), поет